# سه رفیق (رمان)
سه رفیق رمانی از ماکسیم گورکی است. این رمان در سال ۱۹۰۰ منتشر شده‌است. ترجمه فارسی این اثر با ترجمه ابراهیم یونسی از سوی انتشارات امیرکبیر در سال ۱۳۴۳، و بعدتر از سوی ناشرین دیگر منتشر شده‌است.

## خلاصه داستان
ایلیا پاول و یاکوب سه شخصیت اصلی داستان هستند که محوریت اثر ایلیاست. زندگی سخت شخصیت‌ها هر یک را به نوعی از پا در میآورد. گورکی با مهارت و زیبایی ناهنجاری‌های جامعه آن روز روسیه و زندگی طبقهٔ فرودست جامعه را به تصویر می‌کشد. ایلیا که پدری جنایتکار دارد با عمویش ترنتی زندگی می‌کند و از همان کودکی برای امرار معاش مشغول جمع کردن اشیاء کهنه از میان زباله‌ها می‌شود. پدر پاول به خاطر قتل مادرش به زندان می‌افتد و او نیز در به در می‌شود. یاکوب پسر ساده دل یک میخانه‌دار است که نمی‌تواند از زیر سلطه پدر بگریزد...